# Saliente di Wadi Halfa
Il Saliente di Wadi Halfa, dal nome di una vicina città sudanese a 22 chilometri a sud del confine, è un punto saliente del confine internazionale tra l'Egitto e il Sudan lungo il fiume Nilo a nord. L'area è controllata dall'Egitto e, secondo l'accordo di demarcazione del confine del 1889, tutte le terre situate sul 22° nord e al di sopra, incluso il saliente di Wadi Halfa, sono terre egiziane.

## Storia
Nel 1899, il confine tra il Sudan anglo-egiziano e l'Egitto fu definito dal trattato di condominio lungo il 22º grado di latitudine nord. Tuttavia, l'accesso all'area a nord del confine lungo il fiume Nilo e di conseguenza l'amministrazione della popolazione dell'area erano più semplice da gestire dal Sudan. Pertanto, nel 1902 fu stabilito un nuovo confine amministrativo, deviando a nord del 22º grado di latitudine nord lungo il fiume Nilo, ponendo così quest'area sotto l'amministrazione sudanese.
Oltre al saliente di Wadi Halfa, ci sono altre due aree in cui il confine amministrativo deviava dal 22° parallelo, entrambe a est di Wadi Halfa: il Triangolo di Hala'ib sulla costa del Mar Rosso, a nord del confine originale del 1899, e l'area molto più piccola intorno a Bir Tawil, a sud del confine originale.

## Situazione politica
L'Egitto rivendica il confine originale più favorevole del 1899 lungo il 22º parallelo e quindi rivendica sia il triangolo di Hala'ib che il saliente di Wadi Halfa, ma non l'area di Bir Tawil. Poiché il Sudan rivendica il confine modificato del 1902, rivendica le stesse aree dell'Egitto, mentre nessun paese rivendica l'area di Bir Tawil, rendendola de facto una terra nullius. A differenza delle controversie sorte sul triangolo Hala'ib con la conseguente occupazione militare da parte dell'Egitto, la piccola area del saliente di Wadi Halfa Salient è rimasta fuori dai titoli dei giornali perché la maggior parte dell'area è allagata dal lago Nasser.

## Geografia
Il saliente di Wadi Halfa Salient ha una larghezza di circa 9 chilometri (5,6 mi) e si estende a forma di dito su entrambi i lati del corso originale del Nilo per 25 chilometri (16 mi) a nord nel territorio egiziano, con un'area totale di 210 km² (81 mi²). A causa della costruzione della diga di Assuan e delle inondazioni del lago Nasser la maggior parte dell'area è allagata, interessando la maggior parte dei villaggi della zona e l'antica città di Faras. Alcune persone sono state reinsediate a Nuova Halfa nella regione di Butana.
Dopo una mappa dettagliata del 1953, prima dell'alluvione, si potevano contare 52 villaggi nell'area, di cui 24 a ovest del fiume Nilo (17 con nomi sulla mappa) e 29 a est del fiume (12 con nomi), e un villaggio senza nome sull'isola di Faras nel fiume. La città più grande e e con una popolazione superiore di soli 2 000 abitanti era Dubayrah (in arabo دبيرة‎?).
Una superficie terrestre di circa 30 fino a 40 km² (12 fino a 15 mi²) rimane nel saliente, per la maggior parte sulle sponde orientali caratterizzato da una desolata zona rocciosa quasi priva di vegetazione. Una sovrapposizione della mappa con le attuali immagini satellitari della NASA World Wind mostra l'entità delle inondazioni nell'area del saliente.